# Рудолф (херули)
Вижте пояснителната страница за други личности с името Рудолф.
Рудолф (на немски: Rudolf, Roduulf, ок. 500 – 510) е последният крал на херулите от началото на 6 век.

## Биография
Той владее над множество народи в днешна Норвегия, а именно Грании, Авгандкси, Евникси, Руги, Ароти (Харуди?) и Рании. Той става оръжеен син на остготския крал Теодорих Велики.
По неговото време херулите се скарват със съседите си лангобардите, които разрушават царството на херулите през 510 г. (вероятно 508 г.) и стават доминираща сила на Среден Дунав.
Дъщерята на Рудолф, Зилинга, се омъжва за лангобардския крал Вахо (упр. 510 – 540) от род Летинги и има с него син Валтари († 546), който е крал на лангобардите на среден Дунав през около 540 – 546 г.